# Förprovtryck
Förprovtryck (eng. proof), i vardagligt tal "dummy" (av engelska dummy copy) avser inom modern grafisk produktion en simulering av den slutliga trycksaken, både med avseende på färger och layout, antingen i ett fysiskt provtryck (eng. hard proof) på papper eller direkt på datorskärm (eng. soft proof). Tidigare låg även CMYK-separerade filmer till grund för provtrycket, men i dag är tekniken oftast digital.
Dummyn har oftast en skissartad utformning men motsvarar den färdiga tidningen, tidskriften eller boken i storlek och layout. En dummy kan framställas i ett eller flera exemplar, och används till exempel för finansiering eller införsäljning av en ny titel på marknaden. Vid framställning av en dummy för kontroll printas hela trycksaken ut.
Digitaliseringen av trycksproduktionen har medfört att man idag i regel tillverkar en dummy via utskrifter på en skrivare. I detta sammanhang är det av största vikt att förprovtrycksskrivaren eller datorskärmen har ett större färgomfång än tryckpressen så att färgerna kan återges på ett korrekt sätt.
En tidigare vanlig metod var att använda sig av en blåkopia eller cromalin (varumärkesterm). 
Till skillnad från provtryck så utförs inte förprovtrycket i den producerande tryckpressen, såvida det inte är en digitaltryckpress.

## Källhänvisningar
1. ↑  "dummy". NE.se. Läst 24 september 2014.